# نونه تومانیان
نونه تومانیان (ارمنی: Նունե Թումանյան; انگلیسی: Nune Tumanyan؛ زادهٔ ۲۳ اکتبر ۱۹۶۳) یک مجسمه‌ساز و هنرمند اهل ارمنستان است. وی از «مدرسه هنری هاکوب کوجویان» («کالج هنری پانوس ترلمزیان» فعلی) فارغ‌التحصیل شده است. بین سال‌های ۱۹۹۵ تا ۲۰۰۹ نونه تومانیان دانشیار در آکادمی هنرهای زیبا بود.

## نمایشگاه‌ها
آثار نونه در نمایشگاه مختلفی در داخل و خارج از ارمنستان به نمایشگاه گذاشته شده است:گالری هنری ملی، ارمنستان، موزه چارنتس، ایروان، اتحادیه هنرمندان ارمنستان، مقر سازمان ملل در ارمنستان، نگارخانه بویاجیان، سن پترزبورگ، ایتالیا، شارجه، امارات متحده عربی.

## نگارخانه

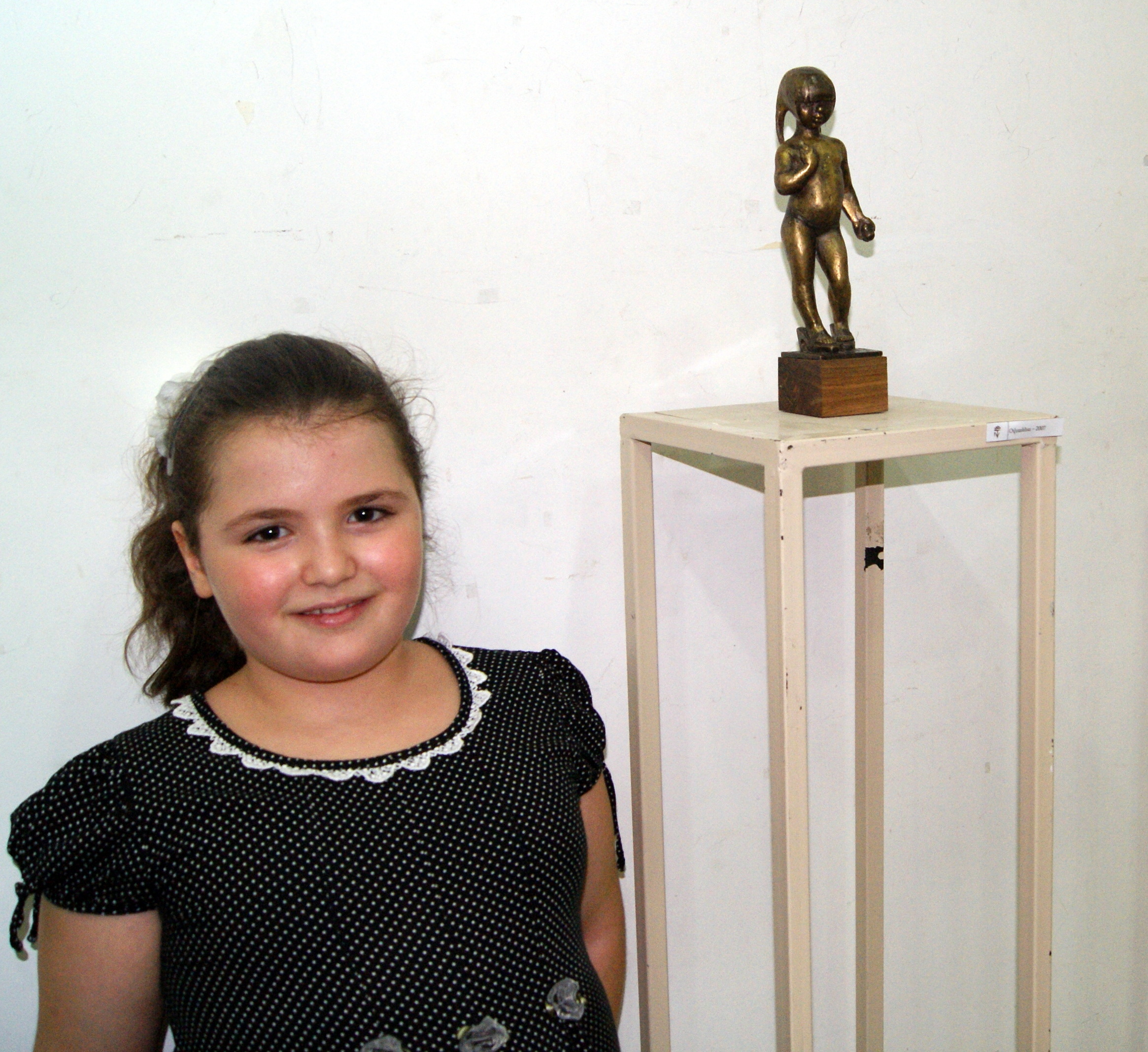
دختر نونه، اوسانا، ایستاده در مجسمه وی
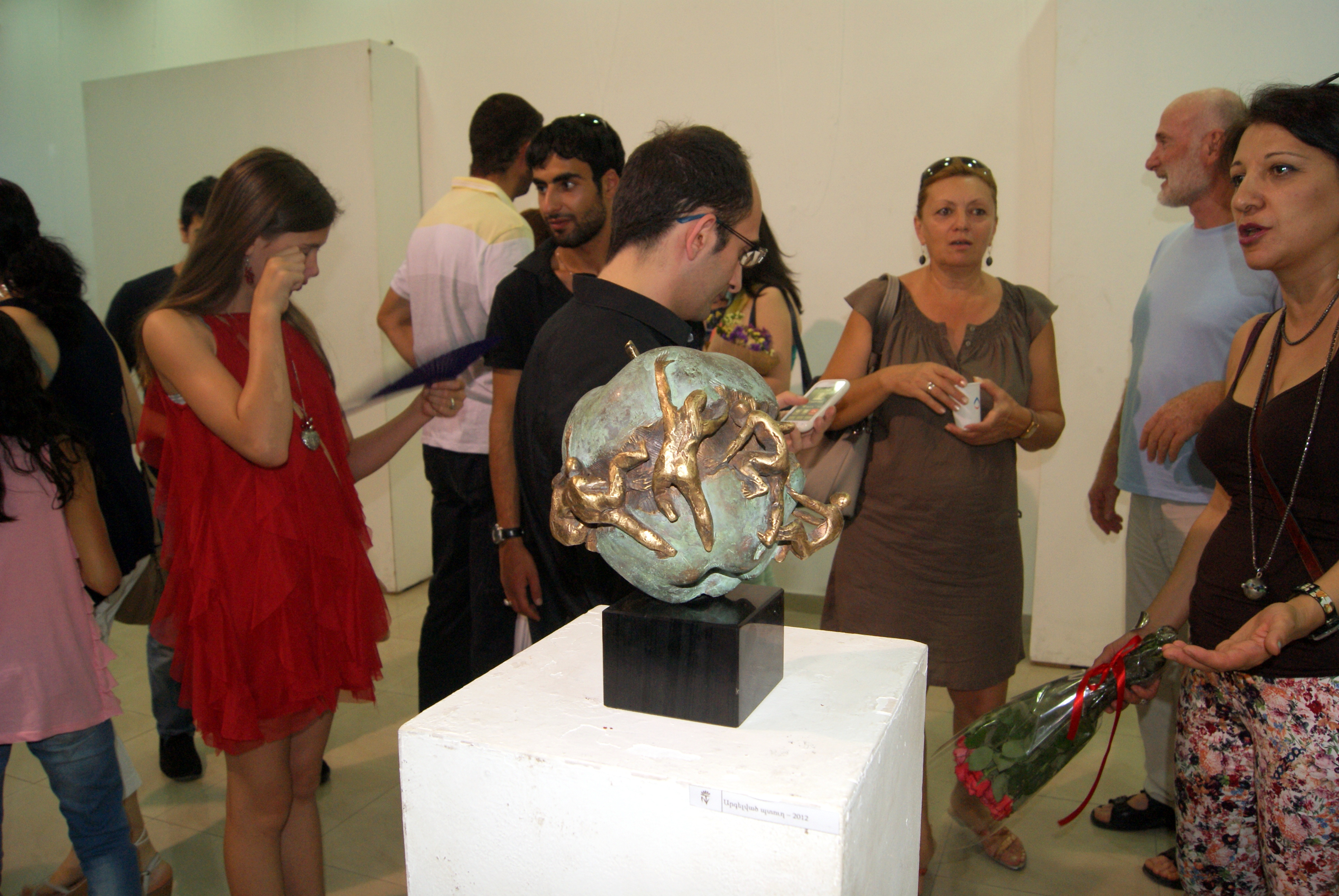
نمایشگاه انفرادی نونه تومانیان در اتحادیه هنرمندان ارمنستان، ۲۰۱۳
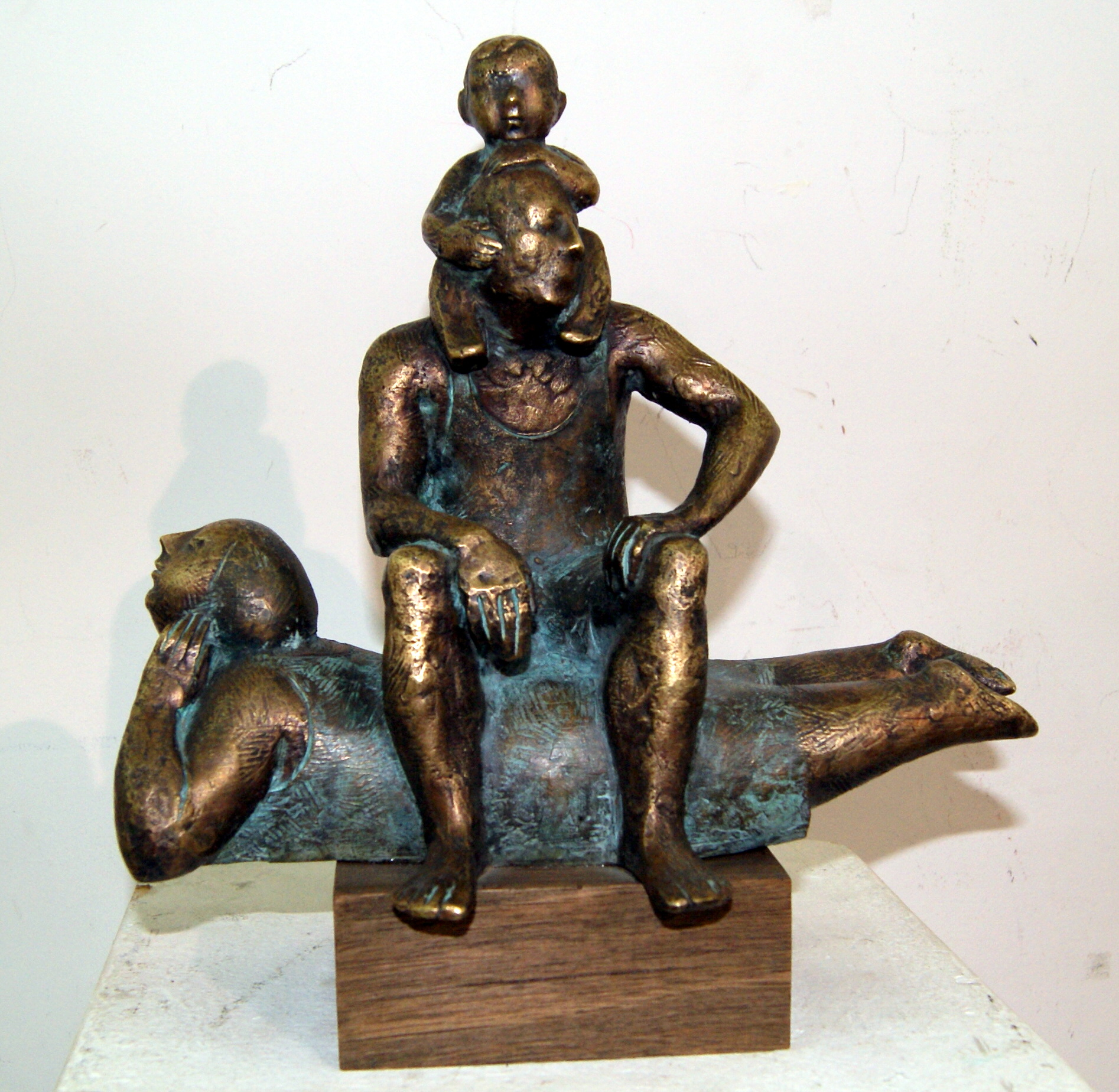
"خانواده"
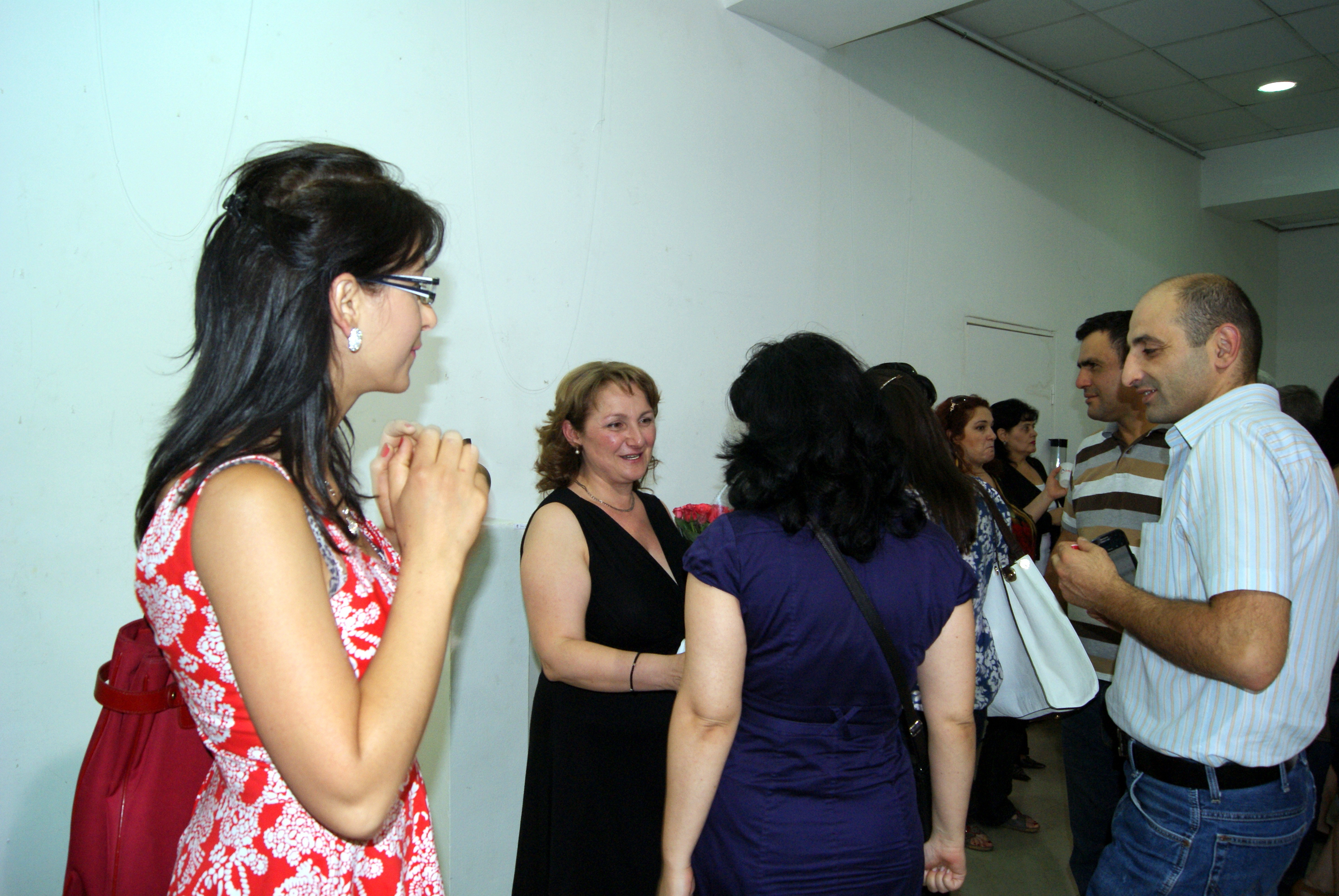
نمایشگاه انفرادی نونه تومانیان در اتحادیه هنرمندان ارمنستان، ۲۰۱۳